# Équipe de Norvège masculine de handball
Cet article traite de l'équipe masculine. Pour l'équipe féminine, voir Équipe de Norvège féminine de handball.
Maillots
Dernière mise à jour : 30 avril 2024.
L'équipe de Norvège masculine de handball représente la Fédération norvégienne de handball lors des compétitions internationales masculines, notamment aux Jeux olympiques, aux championnats du monde et aux championnats d'Europe.
L'écart de niveau avec la sélection féminine, notamment deux fois vainqueur des Jeux olympiques et huit fois vainqueur du Championnat d'Europe, contraste étonnamment mais tend à se réduire : après une première demi-finale à l'occasion du Championnat d'Europe 2016, les Norvégiens atteignent deux fois la finale du championnat du monde en 2017 et 2019 puis remporte une médaille de bronze au Championnat d'Europe 2020.

## Palmarès

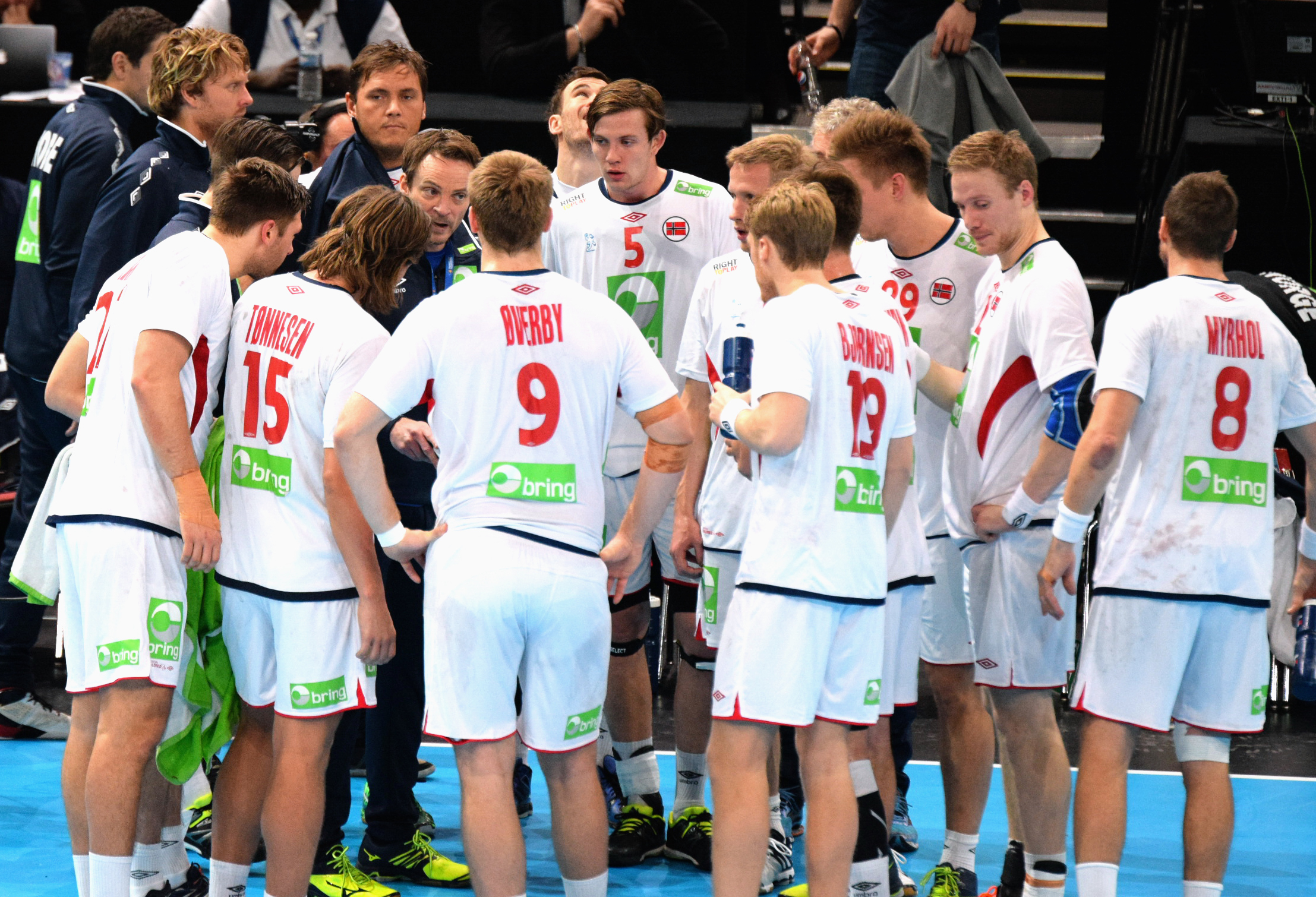
Les Norvégiens autour de leur sélectionneur, Christian Berge, lors d'un temps mort, le 10 janvier 2016.

Championnats du monde
- (2017, 2019)

Championnats d'Europe 
- (2020)

### Parcours en grands championnats
| Édition             | Rang         |
| ------------------- | ------------ |
| Munich 1972         | 9e place     |
| Montréal 1976       | Non qualifié |
| Moscou 1980         | Non qualifié |
| Los Angeles 1984    | Non qualifié |
| Séoul 1988          | Non qualifié |
| Barcelone 1992      | Non qualifié |
| Atlanta 1996        | Non qualifié |
| Sydney 2000         | Non qualifié |
| Athènes 2004        | Non qualifié |
| Pékin 2008          | Non qualifié |
| Londres 2012        | Non qualifié |
| Rio de Janeiro 2016 | Non qualifié |
| Japon 2020          | 7e place     |
| Paris 2024          | 6e place     |
| Total               | 3/14         |

| Édition            | Rang                       |
| ------------------ | -------------------------- |
| Portugal 1994      | Non qualifié               |
| Espagne 1996       | Non qualifié               |
| Italie 1998        | Non qualifié               |
| Croatie 2000       | 8e place                   |
| Suède 2002         | Non qualifié               |
| Slovénie 2004      | Non qualifié               |
| Suisse 2006        | 11e place                  |
| Norvège 2008       | 6e place                   |
| Autriche 2010      | 7e place                   |
| Serbie 2012        | 13e place                  |
| Danemark 2014      | 14e place                  |
| Pologne 2016       | 4e place                   |
| Croatie 2018       | 7e place                   |
| / Aut/Nor/Suè 2020 | Médaille de bronze, Europe |
| / Hon./Svq 2022    | 5e place                   |
| Allemagne 2024     | 9e place                   |
| / Dan/Suè/Nor 2026 | Qualifié                   |
| / Esp/Por/Sui 2028 | à venir                    |
| Total              | 11/16                      |

| Édition                   | Rang          |
| ------------------------- | ------------- |
| Allemagne 1938            | Non qualifié  |
| Suède 1954                | Non qualifié  |
| Allemagne de l'Est 1958   | 6e place      |
| Allemagne de l'Ouest 1961 | 7e place      |
| Tchécoslovaquie 1964      | 11e place     |
| Suède 1967                | 13e place     |
| France 1970               | 12e place     |
| Allemagne de l'Est 1974   | Non qualifié  |
| Danemark 1978             | Non qualifié  |
| Allemagne de l'Ouest 1982 | Non qualifié  |
| Suisse 1986               | Non qualifié  |
| Tchécoslovaquie 1990      | Non qualifié  |
| Suède 1993                | 13e place     |
| Islande 1995              | Non qualifié  |
| Japon 1997                | 12e place     |
| Égypte 1999               | 13e place     |
| France 2001               | 14e place     |
| Portugal 2003             | Non qualifié  |
| Tunisie 2005              | 7e place      |
| Allemagne 2007            | 13e place     |
| Croatie 2009              | 9e place      |
| Suède 2011                | 9e place      |
| Espagne 2013              | Non qualifié  |
| Qatar 2015                | Non qualifié  |
| France 2017               | Vice-champion |
| / All/Dan 2019            | Vice-champion |
| Égypte 2021               | 6e place      |
| / Pol/Suè 2023            | 6e place      |
| / Cro/Dan/Nor 2025        | 10e place     |
| Allemagne 2027            | à venir       |
| France/All. 2029          | à venir       |
| / Dan/Isl/Nor 2031        | Qualifié      |
| Total                     | 19/30 (+1)    |

## Effectif

### Effectif actuel
L'effectif de l'équipe Jeux olympiques de 2024 est :

## Personnalités liées à la sélection

### Statistiques

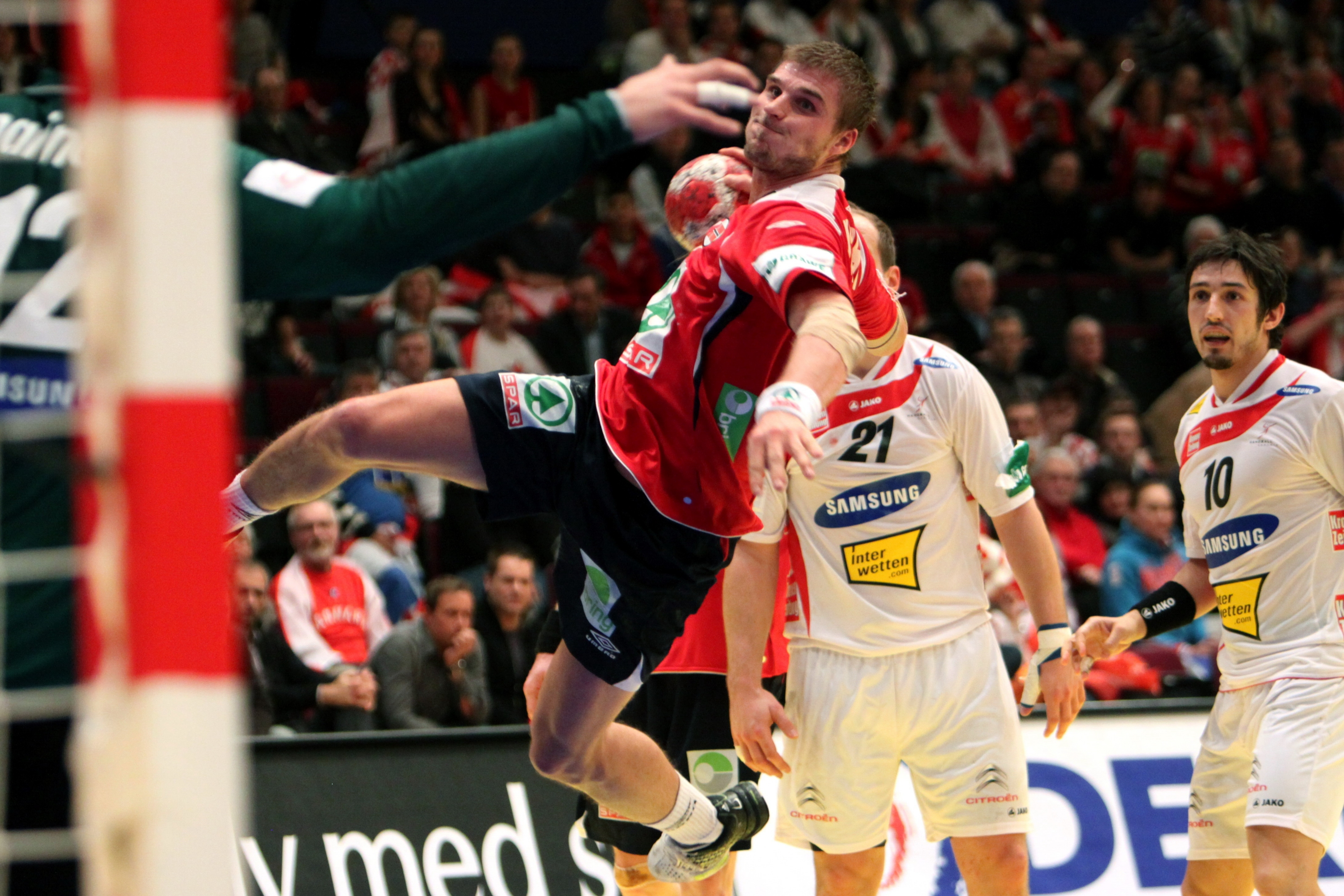
Bjarte Myrhol, ici en 2010, est le joueur le plus capé avec 263 sélections.

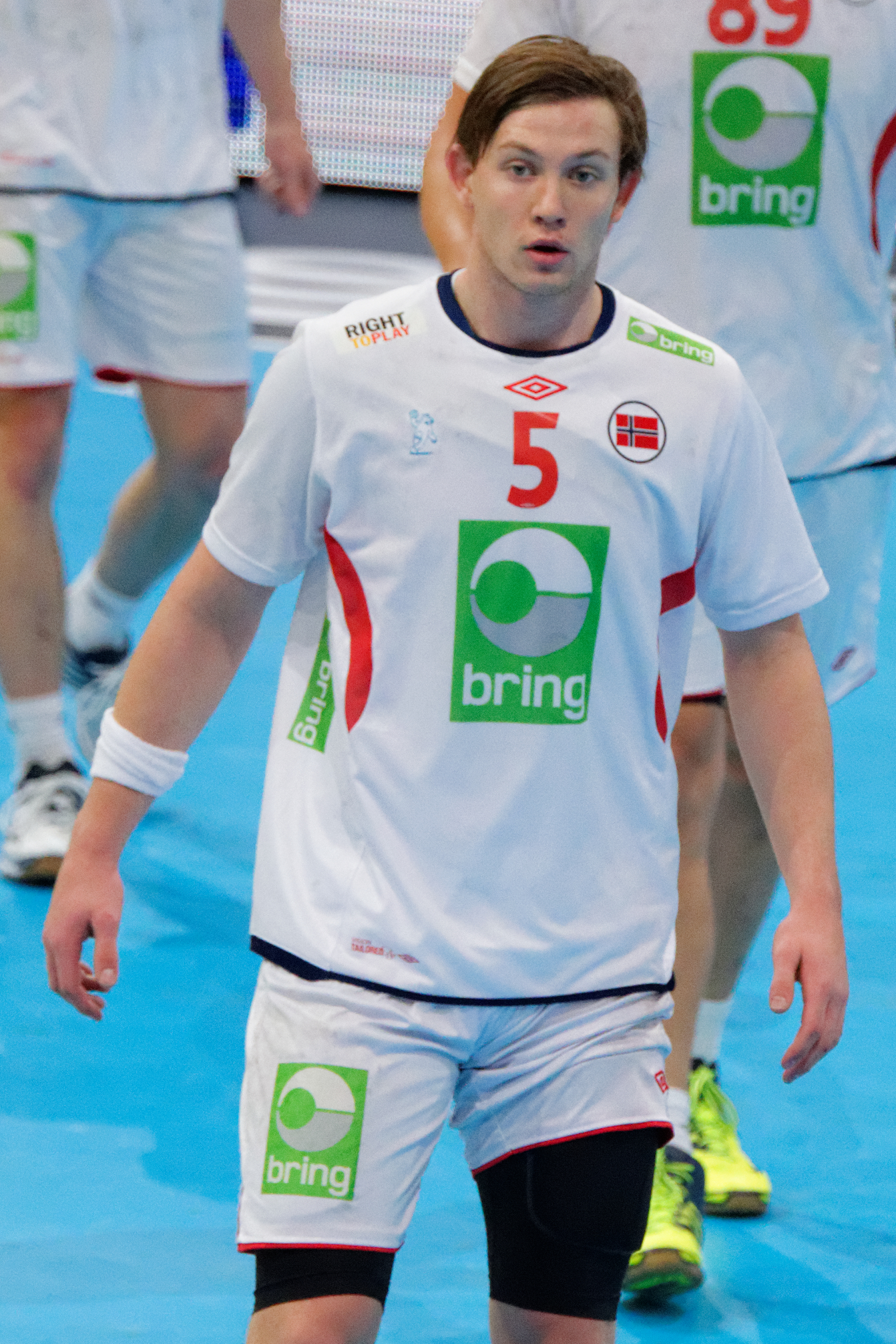
Sander Sagosen, ici en 2016, pourrait bientôt prendre le titre de meilleur buteur à Roger Kjendalen.

Les statistiques en équipe nationale de Norvège sont :
| Rang                           | Joueur               | Sélections |
| ------------------------------ | -------------------- | ---------- |
| 1                              | Bjarte Myrhol        | 263        |
| 2                              | Steinar Ege          | 262        |
| 3                              | Jan Thomas Lauritzen | 254        |
| 4                              | Roger Kjendalen (de) | 246        |
| 5                              | Børge Lund           | 216        |
| 6                              | Håvard Tvedten       | 208        |
| 7                              | Kristian Bjørnsen    | 204        |
| 8                              | Preben Vildalen      | 201        |
| 9                              | Johnny Jensen        | 200        |
| 10                             | Christian O'Sullivan | 198        |
| 11                             | Magnus Gullerud      | 197        |
| 12                             | Øystein Havang       | 188        |
| -                              | Frode Hagen          | 188        |
| 14                             | Frank Løke           | 186        |
| 15                             | Ole Erevik           | 184        |
| 16                             | Magnus Jøndal        | 177        |
| 17                             | Harald Reinkind      | 175        |
| 18                             | Sander Sagosen       | 174        |
| 19                             | Espen Karlsen        | 172        |
| 20                             | Gunnar Fosseng       | 165        |
| 21                             | Kristian Kjelling    | 159        |
| -                              | Espen Lie Hansen     | 159        |
| 23                             | Ole Gustav Gjekstad  | 151        |
| -                              | Vidar Bauer          | 151        |
| 25                             | Pål Bye              | 150        |
| -                              | Torbjørn Bergerud    | 150        |
| Statistiques au 2 octobre 2024 |                      |            |

| Rang                                          | Joueur                | Buts | Moy. |
| --------------------------------------------- | --------------------- | ---- | ---- |
| 1                                             | Roger Kjendalen (de)  | 939  | 3,82 |
| 2                                             | Sander Sagosen        | 854  | 4,91 |
| 3                                             | Håvard Tvedten        | 809  | 3,89 |
| 4                                             | Bjarte Myrhol         | 803  | 3,05 |
| 5                                             | Kristian Bjørnsen     | 735  | 3,60 |
| 6                                             | Øystein Havang        | 718  | 3,82 |
| 7                                             | Frank Løke            | 646  | 3,47 |
| 8                                             | Kristian Kjelling     | 615  | 3,87 |
| 9                                             | Magnus Jøndal         | 577  | 3,26 |
| 10                                            | Frode Hagen           | 574  | 3,05 |
| 11                                            | Ole Gustav Gjekstad   | 561  | 3,72 |
| 12                                            | Jan Thomas Lauritzen  | 557  | 2,19 |
| 13                                            | Rune Erland           | 477  | 3,67 |
| 14                                            | Kjetil Strand         | 473  | 4,64 |
| 15                                            | Gunnar Atle Pettersen | 462  | 3,37 |
| 16                                            | Espen Lie Hansen      | 456  | 2,87 |
| 17                                            | Tor-Edvin Helland     | 395  | 3,59 |
| 18                                            | Børge Lund            | 390  | 1,81 |
| 19                                            | Harald Reinkind       | 386  | 2,21 |
| 20                                            | Simen Muffetangen     | 373  | 3,49 |
| 21                                            | Bent Svele            | 355  | 2,96 |
| 22                                            | Erlend Mamelund       | 354  | 2,58 |
| 23                                            | Kent Robin Tønnesen   | 339  | 2,47 |
| 24                                            | Geir Oustorp          | 317  | 3,48 |
| 25                                            | Preben Vildalen       | 312  | 1,55 |
| Statistiques au 2 octobre 2024 - Joueur actif |                       |      |      |

### Entraîneurs
La liste des entraîneurs est :
- John Tresse : de 1961 à 1965
- Kjell Kleven : de 1965 à 1970
- Thor Ole Rimejorde : de 1970 à 1973
- Thor Nohr : de 1973 à 1977
- Roar Østerbø : de 1977 à 1979
- Per Otto Furuseth (en) : de 1979 à 1985
- Bertil Andersén (sv) : de 1985 à 1989[4]
- Gunnar Pettersen (en) : de 1989[4] à 1994
- Harald Madsen : de 1994 à 1997
- Ivica Rimanić (en) : en 1997
- Christer Magnusson (en) : de 1998 à 2001
- Gunnar Pettersen (en) (2) : de 2001 à 2008
- Robert Hedin : de 2008 à 2014
- Christian Berge : de 2014 à 2022
- Jonas Wille (en) : depuis 2022
  -  Martin Boquist : adjoint depuis 2022

## Confrontations contre la France
| Rencontres | Victoires | Nuls | Défaites | Buts pour | Buts contre | Différence |
| ---------- | --------- | ---- | -------- | --------- | ----------- | ---------- |
| 57         | 34        | 3    | 20       | 1394      | 1335        | +59        |